# Kobylniki (Środa Śląska)
Pour les articles homonymes, voir Kobylniki.
Kobylniki est une localité polonaise de la gmina et du powiat de Środa Śląska en voïvodie de Basse-Silésie.